# Trzoneczniczka bladozielona
Trzoneczniczka bladozielona (Chaenothecopsis viridialba (Kremp.) A.F.W. Schmidt) – gatunek grzybów z rodziny Mycocaliciaceae. Zalczany jest do porostów.

## Systematyka
Pozycja w klasyfikacji według Index Fungorum:  Chaenothecopsis, Mycocaliciaceae, Mycocaliciales, Mycocaliciomycetidae, Eurotiomycetes, Pezizomycotina, Ascomycota, Fungi.
Po raz pierwszy opisał go w 1871 r. August von Krempelhuber nadając mu nazwę Calicium viridialbum. Obecną, uznaną przez Index Fungorum nazwę, nadał mu F.W. Schmidt w 1970 r.

## Morfologia
Plecha niewidoczna, niezlichenizowana. Apotecjum szpilkowate, o wysokości 1–2,1 mm, składające się z czarnej główki i szarawo-białej szypułki o grubości 0,05–0,09 mm. Tworzące ją zewnętrzne strzępki są białawe, nadające szypułce nierówną, jakby oprószoną powierzchnię i blady kolor. Główka w młodych apotecjach soczewkowata, ale wkrótce półkulista lub nieregularna, czarna, o średnicy 0,2–0,28 mm. Ekscypulum słabo rozwinięte, tworzące krótki kołnierz u podstawy główki o grubości 8–14 µm, składający się z 4–6 warstw czerwonawo-brązowych strzępek. Kora cienka, brązowawa. Hypotecjum zbudowane z rozgałęzionych i splecionych strzępek, blada, ale ze zmienną ilością żółtawo-czerwonego pigmentu w dolnej części, o wysokości 80–110 µm. Worki 8-zarodnikowe, cylindryczne, z pogrubionym wierzchołkiem przebitym wąskim kanałem. Powstające w nich zarodniki aż do dojrzałości ułożone są jednorzędowo. Askospory jednokomórkowe, brązowe, elipsoidalne, 7–10 × 3–3,5 µm, z wyraźnym drobnym ornamentem. Brak fotobiontu.

## Występowanie i siedlisko
Trzoneczniczka bladozielona występuje w Ameryce Północnej, Europie, Azji i na południowym krańcu Ameryki Południowej. W Polsce jej stanowiska podał Janusz Nowak w 1988 r.. Występuje na drewnie i korze drzew liściastych.